# کابانو
کابانو (به انگلیسی: Cabano) یک منطقهٔ مسکونی در کانادا است که در تمیکواتا، کبک واقع شده‌است. کابانو ۱۲۱٫۷۸ کیلومتر مربع مساحت و ۳٬۱۹۹ نفر جمعیت دارد.